# Kléber Ramos
Kléber Ramos da Silva  est un coureur cycliste brésilien, né le 24 août 1985.

## Biographie
Il remporte en début de saison 2015, la sixième étape du Tour de San Luis.
Il est contrôlé positif à l'EPO CERA lors d'un test hors compétition effectué le 31 juillet 2016 et est suspendu quatre ans.

## Palmarès
- 2005
  - 4e étape du Tour de Porto Alegre
- 2007
  - 6e étape du Tour du Brésil-Tour de l'État de Sao Paulo
  - 4e étape du Tour du Paraná
  - Volta do ABC Paulista
  - 3e du championnat du Brésil sur route
- 2008
  - 2e étape du Tour de l'intérieur de São Paulo
  - 2e du Circuito Boa Vista
- 2009
  - 10e étape du Tour d'Uruguay
  - 2e étape du Tour de Santa Catarina
- 2010
  - Torneio de Verão :
    - Classement général
    - 4e étape

  - 2e étape de la Volta Cuiaba Guia
  - 2e de la Volta Cuiaba Guia
- 2012
  - 5e étape de la Rutas de América
  - 3e étape du Tour de l'intérieur de São Paulo
  - Tour de Rio :
    - Classement général
    - 3e étape
- 2013
  - Torneio de Verão :
    - Classement général
    - 1re étape

  - Copa Cidade Canção
  - 3e de la Copa América de Ciclismo
- 2014
  - Volta do Curimataú
  - 3e du Tour de Rio
- 2015
  - 6e étape du Tour de San Luis
  - 4e étape du Tour de Rio
  - 2e du Tour de Rio
  - 3e de la Prova Ciclística 9 de Julho
- 2016
  - 2e du championnat du Brésil sur route
- 2020
  - Volta do Curimataú
- 2021
  -  Champion du Brésil sur route
- 2022
  - Volta do ABC Paulista
- 2023
  - 2e et 3e étapes de la Volta de Goiás
  - Volta do Curimataú
  - 3e du championnat du Brésil sur route
- 2024
  - 4e étape du Tour d'Uruguay

## Classements mondiaux
| Année            | 2007 | 2008 | 2009 | 2010 | 2011 | 2012 | 2013 | 2014 | 2015 |
| ---------------- | ---- | ---- | ---- | ---- | ---- | ---- | ---- | ---- | ---- |
| UCI America Tour | 36e  | 248e | 56e  |      |      | 26e  | 79e  | 121e | 39e  |